# ملیسا روسکو
ملیسا روسکو (انگلیسی: Melissa Ruscoe؛ زادهٔ ۱۵ دسامبر ۱۹۷۶) بازیکن فوتبال، بازیکن راگبی ۱۵ نفره، و آموزگار اهل نیوزیلند است.